# Vereniging Ons Amsterdam
De Vereniging Ons Amsterdam is een vereniging ter bevordering van de kennis van de stad Amsterdam. Dit gebeurt door het organiseren van lezingen, wandelingen en excursies.

## Doelstelling
De Vereniging heeft tot doel om in de ruimste zin van het woord kennis te bevorderen van heden, verleden en toekomst van de stad Amsterdam. Dit gebeurt door het organiseren van lezingen, excursies en wandelingen over architectuur, kunststromingen of bredere geschiedkundige onderwerpen. Ook worden excursies buiten de stad ondernomen. 

## Geschiedenis
In 1949 verscheen het eerste nummer van het maandblad Ons Amsterdam. In de loop van 1949 ontving de secretaris van de Gemeentelijke Commissie Heemkennis, Henk van Laar, van veel lezers van het jonge maandblad signalen dat mensen op dat gebied méér wilden dan alleen een tijdschrift. Daarom is in september 1949 de Heemkenniskring Ons Amsterdam opgericht. Later veranderde de naam in Vereniging voor Heemkennis Ons Amsterdam. Op 3 juni 2014 nam de vereniging haar huidige naam aan.
Aan jubilea van de Vereniging werd veel aandacht besteed. Het 25-jarig bestaan werd gevierd in gebouw Marcanti, waarbij ook een optreden van de Politiekapel op het programma stond. De Vereniging had in haar eerste 25 jaren ongeveer duizend lezingen of excursies gehouden: musea werden bezocht, rondvaarten gehouden, bezoeken gebracht aan hofjes, fabrieken, weeshuizen en instellingen. Ook buiten-excursies naar omliggende steden werden georganiseerd. Verder kwam destijds de Amsterdamse Carilloncommissie uit de vereniging voort en er bestond een restauratie-commissie en een dia-commissie. Het 50-jarig bestaan werd gevierd in Het Rosarium en het 70-jarig bestaan in de Waalse Kerk.  Het archief van de Vereniging is in 2021 overgedragen aan het Stadsarchief Amsterdam.

## Huidige activiteiten
De vereniging telt in 2022 ruim 1400 leden die tweemaal per jaar een geïllustreerd programmaboekje toegestuurd krijgen. Ongeveer 40 vrijwilligers besturen en organiseren de activiteiten. De lezingen in de stadsdelen Noord, Oost, Zuid en West worden bekostigd uit de contributies. Een extra bijdrage betaalt men voor de excursies en wandelingen of een busreis en voor de gevarieerde lezingen op een centrale locatie als opvolger van de twaalfdelige cursus over de Amsterdamse geschiedenis. Tijdens de coronacrisis zijn de lezingen vervangen door online-lezingen.